# Les Lanciers
Les Lanciers ist eine Variante der Quadrille.

## Tanz
Der von vier Paaren aufgeführte Tanz war im 18. und 19. Jahrhundert beliebt. Es ist ein zusammengesetzter Tanz, der aus fünf Figuren oder Touren besteht, die jeweils viermal aufgeführt werden, so dass jedes Paar den Hauptteil tanzt. Er existiert in vielen Varianten in mehreren Ländern. Obwohl er in ganz Europa weit verbreitet war, ging Les Lanciers zu Beginn des 20. Jahrhunderts aus der Mode. Er hat sich in Dänemark als Volkstanz bis heute erhalten, nachdem er 1860 aus England eingeführt wurde.

## Dänemark
Der dänische Tanz nahm seine heutige Form vor dem Ersten Weltkrieg an. Von der Bourgeoisie von Kopenhagen aus verbreitete sie sich über Tanzschulen in Provinzstädten und durch den Landadel. Er wird am Hof, an vielen Universitäten und Schulen in Gaudies und bei unzähligen privaten Veranstaltungen getanzt. Les Lanciers wird auch an den meisten Gymnasien in Dänemark unterrichtet; in Dänemark ist es Tradition Les Lanciers beim Abiball zu tanzen.

### Tanzschritte
Die fünf Runden des dänischen Tanzes sind:
- La Dorset
- La Victoria
- Les Moulinets
- Les Visites
- Les Lancers